# Dynamene benedicti
Dynamene benedicti är en kräftdjursart som först beskrevs av Richardson 1899.  Dynamene benedicti ingår i släktet Dynamene och familjen klotkräftor. Inga underarter finns listade i Catalogue of Life.